# Halowe Mistrzostwa Świata w Lekkoatletyce 2006 – trójskok mężczyzn
Trójskok mężczyzn – jedna z konkurencji rozgrywanych podczas halowych mistrzostw świata w lekkoatletyce w 2006. Kwalifikacje odbyły się 11 marca, a finał został rozegrany 12 marca.
Do kwalifikacji zgłoszonych zostało 25 zawodników z 20 państw.
Zawody w tej konkurencji wygrał reprezentant Stanów Zjednoczonych Walter Davis. Drugą pozycję zajął zawodnik z Brazylii Jadel Gregório, trzecią zaś reprezentujący Kubę Yoandri Betanzos.

## Wyniki

### Kwalifikacje
Źródło: 
Grupa A
| Miejsce | Zawodnik             | Państwo           | Podejście | Podejście | Podejście | Wynik | Uwagi |
| Miejsce | Zawodnik             | Państwo           | #1        | #2        | #3        | Wynik | Uwagi |
| ------- | -------------------- | ----------------- | --------- | --------- | --------- | ----- | ----- |
| 1.      | Jadel Gregório       | Brazylia          | X         | 17,46     | –         | 17,46 | AR    |
| 2.      | Marian Oprea         | Rumunia           | 17,25     | –         | –         | 17,25 |       |
| 3.      | Yoandri Betanzos     | Kuba              | 16,57     | 17,22     | –         | 17,22 | SB    |
| 4.      | Nelson Évora         | Portugalia        | 17,11     | –         | –         | 17,11 |       |
| 5.      | Walter Davis         | Stany Zjednoczone | 16,93     | 16,67     | 17,09     | 17,09 |       |
| 6.      | Dimitris Tsiamis     | Grecja            | 16,95     | –         | –         | 16,95 |       |
| 7.      | Wiktor Jastrebow     | Ukraina           | 16,47     | X         | 16,89     | 16,89 | SB    |
| 8.      | Wiktor Guszczinski   | Rosja             | 16,50     | X         | 16,63     | 16,63 |       |
| 9.      | Colomba Fofana       | Francja           | X         | 16,58     | X         | 16,58 |       |
| 10.     | Fabrizio Donato      | Włochy            | 16,35     | X         | X         | 16,35 |       |
| 11.     | Christopher Hercules | Trynidad i Tobago | X         | 16,25     | 16,07     | 16,25 |       |
| 12.     | Kim Deok-hyeon       | Korea Południowa  | 15,83     | 15,83     | 15,99     | 15,99 | NR    |
| –       | Leevan Sands         | Bahamy            | DNS       | DNS       | DNS       | DNS   |       |

Grupa B
| Miejsce | Zawodnik            | Państwo           | Podejście | Podejście | Podejście | Wynik | Uwagi |
| Miejsce | Zawodnik            | Państwo           | #1        | #2        | #3        | Wynik | Uwagi |
| ------- | ------------------- | ----------------- | --------- | --------- | --------- | ----- | ----- |
| 1.      | Igor Spasowchodski  | Rosja             | 16,84     | 17,31     | –         | 17,31 | PB    |
| 2.      | Nathan Douglas      | Wielka Brytania   | 16,73     | 17,01     | –         | 17,01 | PB    |
| 3.      | Momcził Karailiew   | Bułgaria          | X         | 16,95     | –         | 16,95 |       |
| 4.      | Allen Simms         | Portoryko         | 16,82     | 16,36     | 16,66     | 16,82 | NR    |
| 5.      | Karl Taillepierre   | Francja           | X         | 16,80     | 16,41     | 16,80 |       |
| 6.      | Aarik Wilson        | Stany Zjednoczone | 16,61     | X         | X         | 16,61 | SB    |
| 7.      | Jefferson Sabino    | Brazylia          | 16,22     | X         | 16,55     | 16,55 |       |
| 8.      | Anders Møller       | Dania             | 16,25     | X         | 16,21     | 16,25 |       |
| 9.      | Li Yanxi            | Chiny             | 15,90     | 15,67     | 16,13     | 16,13 |       |
| 10.     | Paolo Camossi       | Włochy            | 15,96     | X         | X         | 15,96 |       |
| 11.     | Dźmitry Walukiewicz | Słowacja          | 15,92     | X         | X         | 15,92 |       |
| –       | Randy Lewis         | Grenada           | DNS       | DNS       | DNS       | DNS   |       |

### Finał
Źródło: 
| Miejsce | Zawodnik           | Państwo           | Podejście | Podejście | Podejście | Podejście | Podejście | Podejście | Wynik | Uwagi |
| Miejsce | Zawodnik           | Państwo           | #1        | #2        | #3        | #4        | #5        | #6        | Wynik | Uwagi |
| ------- | ------------------ | ----------------- | --------- | --------- | --------- | --------- | --------- | --------- | ----- | ----- |
| 01 !    | Walter Davis       | Stany Zjednoczone | 17,73     | 15,43     | 17,42     | 15,86     | X         | –         | 17,73 | PB    |
| 02 !    | Jadel Gregório     | Brazylia          | X         | 17,56     | 17,30     | X         | X         | 17,13     | 17,56 | AR    |
| 03 !    | Yoandri Betanzos   | Kuba              | 17,17     | X         | X         | 17,42     | X         | 14,90     | 17,42 | PB    |
| 4.      | Marian Oprea       | Rumunia           | 17,22     | 17,01     | 16,79     | 17,23     | 17,34     | 17,32     | 17,34 |       |
| 5.      | Igor Spasowchodski | Rosja             | 17,03     | 17,25     | 17,01     | 16,82     | 17,16     | 16,78     | 17,25 |       |
| 6.      | Nelson Évora       | Portugalia        | 17,14     | 15,32     | X         | 16,72     | X         | 16,12     | 17,14 |       |
| 7.      | Nathan Douglas     | Wielka Brytania   | 17,05     | 16,79     | 15,55     | 15,17     | –         | X         | 17,05 | PB    |
| 8.      | Dimitris Tsiamis   | Grecja            | 16,76     | 16,94     | X         | –         | X         | X         | 16,94 |       |
| 9.      | Momcził Karailiew  | Bułgaria          | 16,87     | X         | 16,63     | –         | –         | –         | 16,87 |       |